# Постмюнстер
Постмюнстер (нім. Postmünster) — громада в Німеччині, розташована в землі Баварія. Підпорядковується адміністративному округу Нижня Баварія. Входить до складу району Ротталь-Інн.
Площа — 43,49 км2. Населення становить 2347 ос. (станом на 31 грудня 2020).